# Rage on
《Rage on》是日本樂團OLDCODEX的第7張單曲。2013年7月17日由Lantis發行。

## 簡介
《Rage on》是樂團OLDCODEX自從上一張單曲《The Misfit Go》以來，相隔兩個月發行的最新單曲。表題曲「Rage on」曾被2013年7月至9月在朝日放送、TOKYO MX等台播出的電視動畫《Free！》選為片頭主題曲使用，也是該樂團的首張被選為電視動畫片頭曲的A面歌曲。
販售形式有初回限定盤、通常盤、動畫盤共三種，也是OLDCODEX到目前為止採取多種販售形式的唯一單曲。
另外，表題曲的作曲是由聲優鈴木達央（Ta_2名義）負責。至於第3首收錄歌曲「Swamp」在動畫盤沒有收錄，而是用表題曲「Rage on」代替收錄。

## 收錄歌曲
所有歌曲由YORKE作詞。

### 初回限定盤、通常盤
1. Rage on
作曲：Ta_2，編曲：下畑"Rio"良介（日语：下畑良介）
朝日放送、TOKYO MX等台電視動畫《Free！》片頭主題曲
2. Now I am
作曲、編曲：eba（日语：eba (作曲家)）
3. Swamp
作曲、編曲：小山壽

### 動畫盤
1. Rage on
2. Now I am
3. Rage on（Instrumental）

## 銷售成績
7月16日、17日連續兩天於Oricon公信榜的榜單中獲得第5名，18日上升到第4名。之後，22日的日榜獲得第3名，讓OLDCODEX首次進入排行前3名的榜單中。最終首週銷量約1.5萬張，週榜得到第6名，也是該樂團首次在週榜出現作品進入前10名。同年7月27日，並以第5名的成績進入音樂節目COUNT DOWN TV THIS WEEK'S TOP100內，也讓OLDCODEX首次進入排行前5名的榜單中。至於月榜排名方面獲得第26名，也是該樂團首次在月榜進入排名。

## 外部連結
- Lantis官方網站的歌曲介紹頁面
  - 初回限定盤 （页面存档备份，存于） （日語）
  - 通常盤 （页面存档备份，存于） （日語）
  - 動畫盤 （页面存档备份，存于） （日語）